# 阿尔伯特·格列兹
阿爾伯特·格列玆（法語：Albert Gleizes，法語發音：[albɛʁ ɡlɛz]；1881年12月8日—1952年6月23日；或譯阿爾伯特·格萊茨）是一位法國立体派藝術家、獨立藝術家協會成員、黃金分割畫派的創始人之一。他與讓·梅金傑一起寫下了立体派早期重要著作《Du "Cubisme"》。他曾在美國呆過一段時間，對當時美國現代藝術的發展產生了一定影響。 在1920年代中期到1920年代末期，他將大部分精力投入到立体主義理論的寫作中。

## 外部連結
- 互联网档案馆中阿尔伯特·格列兹的作品或与之相关的作品
- Musées de France, Collections, Fondation Albert Gleizes （页面存档备份，存于）
- Telefónica Foundation Collections, Madrid (pdf in Spanish)
- The Athenaeum, Albert Gleizes （页面存档备份，存于）
- New York Public Library Digital Gallery （页面存档备份，存于）
- The Modernist Journals Project
- Ministère de la Culture (France) – Médiathèque de l'architecture et du patrimoine, Albert Gleizes （页面存档备份，存于）
- Getty Museum, Union List of Artist Names （页面存档备份，存于）
- Thomas J. Watson Library, The Catalog of the Libraries of The Metropolitan Museum of Art （页面存档备份，存于）
- Réunion des Musées Nationaux, Grand Palais, Agence photographique （页面存档备份，存于）
- Princeton Blue Mountain collection, Historic Avant-Garde Periodicals for Digital Research, Princeton University Library （页面存档备份，存于）